# Dobiesław (gmina)
Dobiesław (1947-?? Jeżyce) – dawna gmina wiejska istniejąca w latach 1945–47 i 194??–54 w woj. gdańskim, szczecińskim i koszalińskim (dzisiejsze woj. zachodniopomorskie). Nazwa gminy pochodzi od wsi Dobiesław, lecz siedzibą władz gminy były Jeżyczki.
Gmina Dobiesław powstała po II wojnie światowej (1945) na terenie tzw. Ziem Odzyskanych (tzw. III okręg administracyjny – Pomorze Zachodnie). 25 września 1945 gmina – jako jednostka administracyjna powiatu sławieńskiego – została powierzona administracji wojewody gdańskiego, po czym z dniem 28 czerwca 1946 została przyłączona do woj. szczecińskiego. Z końcem 1947 roku nazwę zmieniono na gmina Jeżyce, lecz po krótkim powrócono do nazwy gmina Dobiesław. 6 lipca 1950 gmina wraz z całym powiatem sławieńskim weszła w skład nowo utworzonego woj. koszalińskiego.
Według stanu z 1 lipca 1952 gmina składała się z 14 gromad: Bielkowo, Boryszewo, Bukowo Morskie, Dąbki, Dobiesław, Gleznowo, Gorzyca, Jeżyce, Jeżyce kol., Jeżyczki, Porzecze, Przystawy, Słowin i Słowinko. Gmina została zniesiona 29 września 1954 wraz z reformą wprowadzającą gromady w miejsce gmin. Jednostki nie przywrócono 1 stycznia 1973 wraz z kolejną reformą reaktywującą gminy.